# Hesiod
Hesiod (græsk Hēsiodos) var en græsk digter, virksom i årene 700-650 f.Kr. og forfatter til eposerne Theogonien og Værker og dage. Mens Theogonien er en vigtig kilde til græsk mytologi, er Værker og dage en tilsvarende vigtig kilde til viden om oldtidens græske astronomi, tidsberegning og dyrkningsteknikker.
Hesiod var næsten samtidig med Homer, men er i modsætning til ham en historisk person; den første i europæisk litteratur.

## Baggrund
Hjemme i byen Askra i Boiotien var Hesiod fårehyrde på bjerget Helikon, hvor han i et syn oplevede, at muserne kaldte ham til digter. Hans far var handelsmand fra Kyme i Lilleasien, mens Hesiod, der i Værker og dage fortæller, at han selv var en simpel bonde, der var kommet op at strides med sin bror Perses om den fædrene gård, som Perses franarrede ham ved at bestikke myndighederne. Hesiod beskriver Askra som "et forbandelsens sted, grusomt om vinteren, hårdt om sommeren, aldrig behageligt" (Værker 640). Hesiods ejendom var et lille stykke jord ved foden af Helikon og årsag til et par sager i retten med broren, som vandt begge retssager under de samme dommere. (Nogle forskere har Perses mistænkt for at være et rent litterært påfund, der tjente som begrundelse for Hesiods moraliseren i Værker og dage. Man har ikke fundet dokumentation for de påståede retssager.)

## Digteren
Hesiod kan først have været en rhapsodist (som Homer en professionel fremsiger af digte). Selv var han muserne taknemlig for sin poetiske gave; angiveligt skænkede de ham en digters stav og en digters stemme og bad ham "synge om udødelige guder". At hans digte var kendt i hans levetid fremgår af hans deltagelse i sangerkonkurrencen ved begravelseslegene for Amfidamas i Chalkis på øen Evia. Ifølge Hesiod var det den eneste gang, han begav sig ud på havet.
Hesiods digtning ligger fjernt fra Homers kampberedte adelsmænd. Hesiod er ingen underholder som Homer: han vil belære og opdrage, og hos ham møder vi bondens stræbsomme hverdag. Hesiod vil også skabe orden i den myldrende græske gudeverden, og med sin kosmogoni fremstår han som den første græske teolog:
Først blev da Kaos til, og dernæst Jordens gudinde,
Gaia, med breden bringe, og Tartaros, hyllet i tåge.
Eros dertil, som er skønnest af alle de evige guder...
Her indsætter han Eros, en rent mytologisk figur, som en kosmisk kraft, der skaber liv. Dette påfund af Hesiod kom til at spille en stor rolle i antikkens filosofiske spekulationer. Menneskehedens levnedsløb skildres pessimistisk som et fald fra en strålende guldalder, hvor menneskene levede som guder uden sorg eller besvær, til nutidens jernalder, med mennesket i nød og bekymring, mens uretfærdighed råder i verden. Her ses spiren til historiefilosofien, med historien som en proces i udvikling, i stedet for Homers naturbestemte, cykliske kredsløb. I modsætning til Homer prøver Hesiod at knytte retfærdighed til religionen. Zeus skildres af ham som en etisk magt, der forsvarer retfærdighed, og derfor har indgivet mennesket en moralsk sans, der skiller det fra dyrene:
Følgende lov har Zeus for Jordens mennesker fastsat:
Fisk og vilddyr, såvel som de flyvende fugle,
æder hinanden, for ret iblandt dem ej kendes og gælder;
men til mennesket retten han gav, det højeste gode.
Mennesket skal ifølge Hesiod ikke benytte sig af vold, men tjene sit brød ved ærligt slid, for guderne elsker den flittige: "Intet arbejde er en skam; det skammelige er ikke at arbejde." Mennesket må tilstræbe aretí, "kraft og evne", ofte oversat med "dyd" (og vores ord "dyd" er jo også beslægtet med begreberne "dygtighed" og "duelighed"). Hesiod formaner os om at sky lasterne, for:
Lasten i sandhed fanger man let, om så man i flokke
søger at nå den, for vejen er jævn, og nær er dens bolig.
Dyden vinder man først ved at stræbe; himmelens guder
ville det sådan, for lang og brat er vejen til målet,
og i starten så knudret; men er man først kommet i højden,
da går man let fremad, hvor hårdt man end først måtte slide.
Spørgsmålet om menneskets skæbne efter døden omtalte han slet ikke. Desto større rolle kom den til at spille i orfismen, der greb om sig i tiden efter Hesiod.

## Gravsted
To forskellige overleveringer udpeger Hesiods gravsted. Thukydides hævder, at oraklet i Delfi advarede Hesiod om, at han kom til at dø i Nemea. Derfor flygtede han til Lokris, hvor han blev dræbt i det stedlige tempel for Zeus fra Nemea, og gravlagt på stedet. - En anden tradition omtales først i et epigram af Khersios fra Orkhomenus fra 600-tallet f.Kr. Her påstås, at Hesiod er gravlagt i byen Orkhomenus i Boeotien. Ifølge Aristoteles søgte Askras indbyggere beskyttelse i Orkhomenus, da thespierne raserede hjembyen Askra. Efter råd fra et orakel skal flygtningene fra Askra have samlet asken efter Hesiod og lagt den på en æresplads på Askras agora, ved siden af grundlæggeren Minyas' gravsted.